# Cliche love song
Cliche love song is een single van de Deense zanger Basim. Het lied is geschreven door Lasse Lindorff, Kim Nowak-Zorde, Daniel Fält en Basim zelf. Het was de Deense inzending voor het Eurovisiesongfestival 2014 in Kopenhagen, in eigen land. Omdat Denemarken het vorige festival wist te winnen en het gastland was, was Basim automatisch geplaatst voor de finale. In die finale eindigde het lied op de negende plaats.

## Hitnotering

### NederlandseSingle Top 100
| Hitnotering: 17-05-2014 | Hitnotering: 17-05-2014 | Hitnotering: 17-05-2014 |
| Week:                   | 1                       |                         |
| ----------------------- | ----------------------- | ----------------------- |
| Positie:                | 71                      | uit                     |